# 전 수경총부

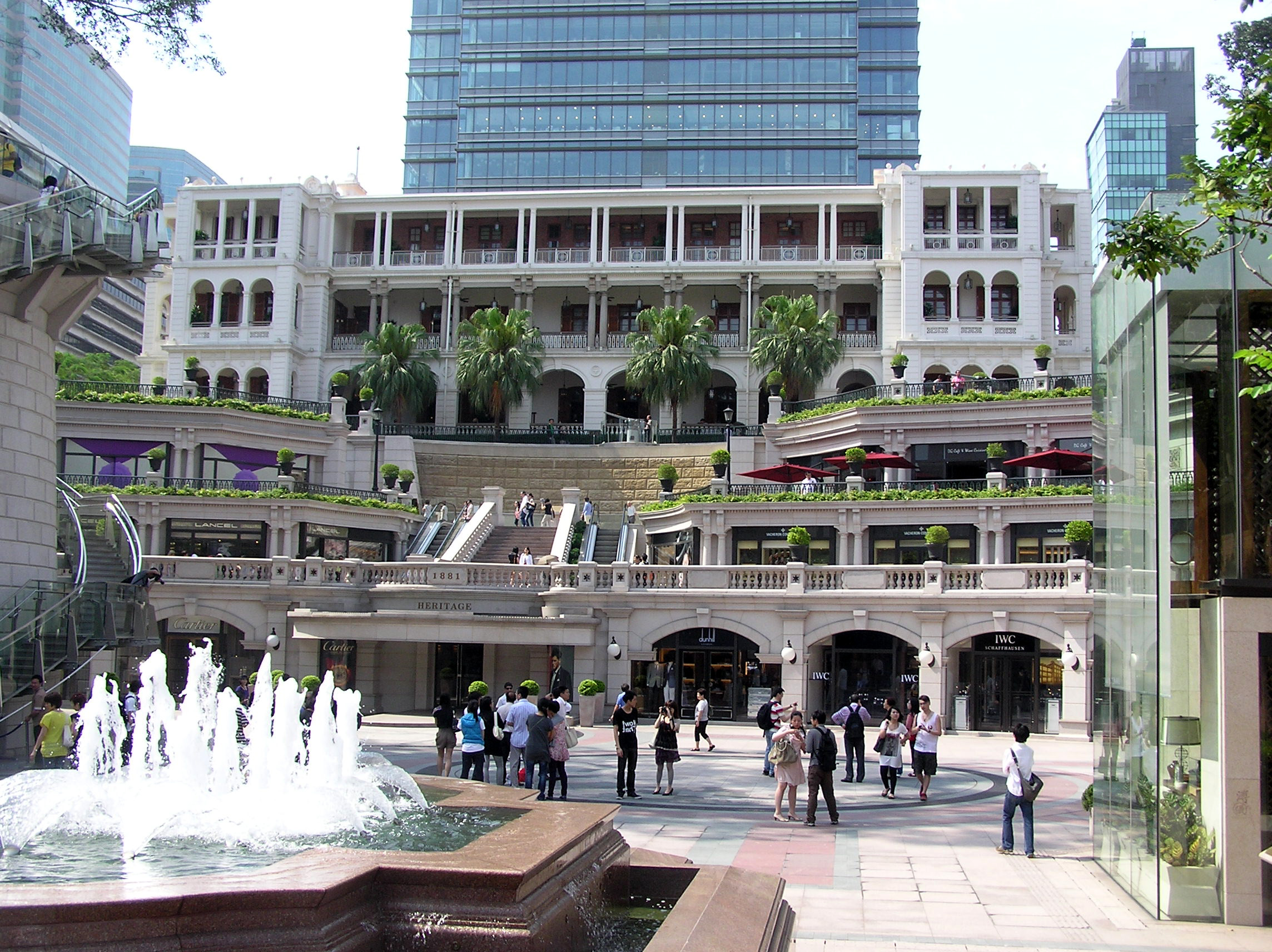
새로 탈바꿈한 전 수경총부. 솔즈버리 로에서 바라본 모습

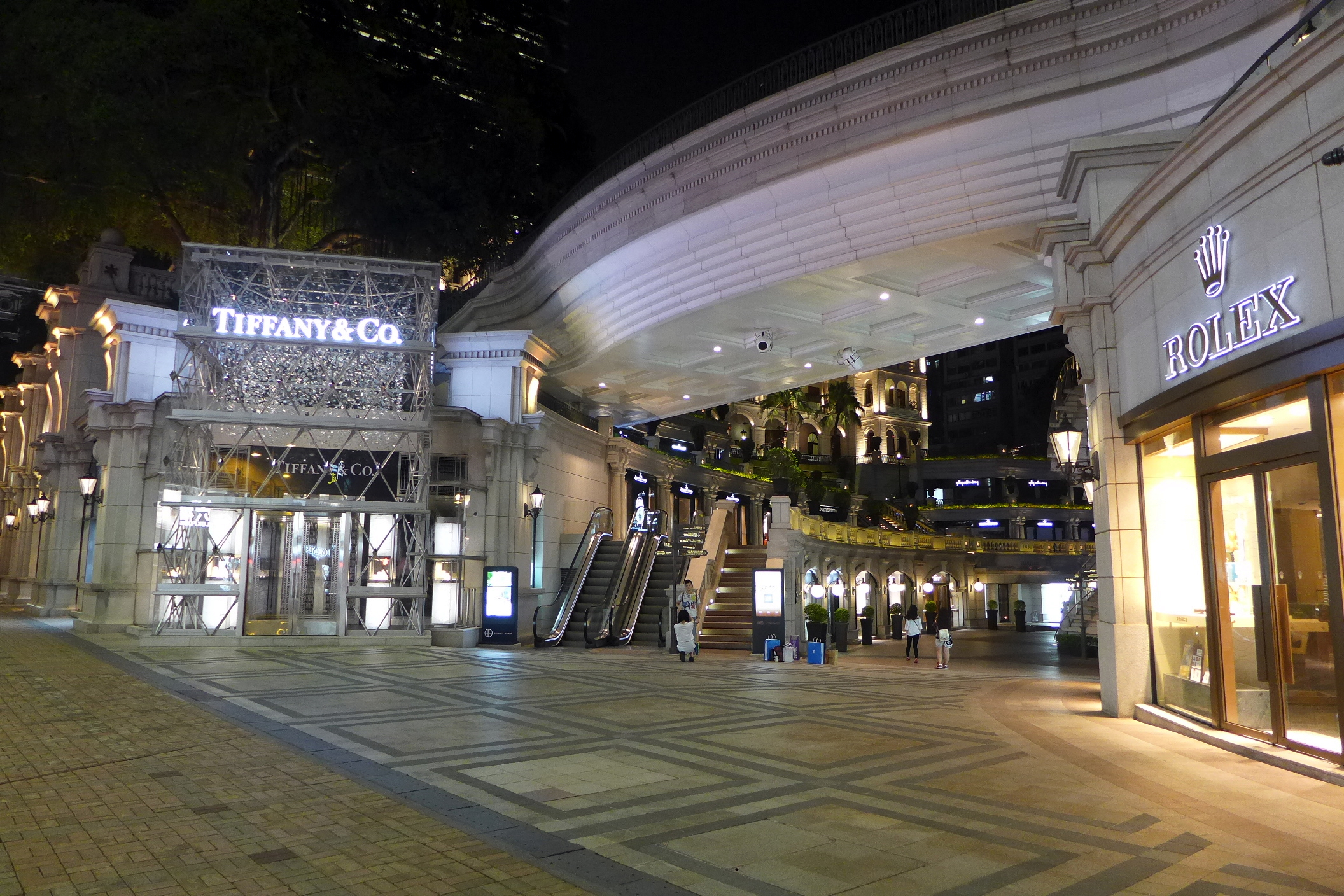
전 수경총부 관내의 앞뜰 (일부)

1881 헤리티지(영어: 1881 Heritage)는 홍콩 가우롱 짐사저이에 있는 역사적 건축물로, 수경총구총부 본부였다. 현재는 상가와 호텔로 사용되고 있다. 1884년에 지어졌다.
가우룽 지구는 홍콩 수경의 본부 건물이 점거해 사용하던 지역이었다. 1996년 말 홍콩 경찰이 창설되면서 홍콩 수경이 휘하 조직으로 편성됨에 따라 싸이완호로 본부를 이전했고 옛날 건물은 쓰지 않게 되었는데 이것이 바로 전 수경총부 건물이다.
수경총부 구역은 1994년 홍콩에 남아있는 가장 오래된 정부청사 중 하나인 점을 들어 공표문화재로 지정됐다. 수경총부와 전 가우룽 소방국은 A+T 디자인 소속 건축가 대니얼 린이 이끄는 설계팀 프로젝트를 통해 식당가와 상가를 갖춘 유적 호텔로 바뀌어 2009년에 문을 새로 열었다.

## 역사

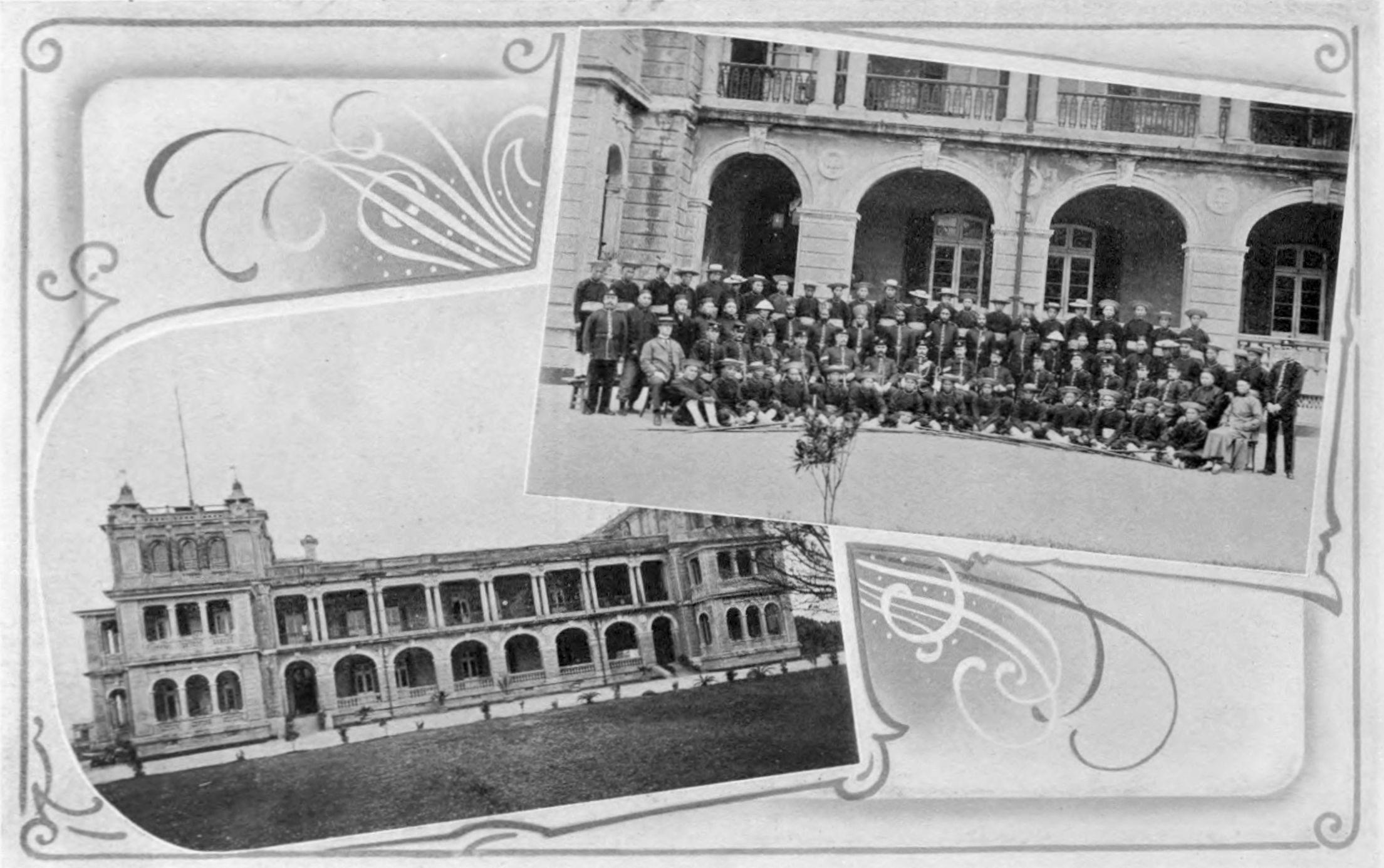
1900년대의 수경총부. 이당시 건물은 아직 2층 규모였다.

전 수경총부 건물은 1884년에 완공됐다. 본관과 마구간, 그리고 신호탑으로 이뤄졌던 수경총부는 홍콩 수경이 계속해서 사용했다. 단 1941년부터 1945년까지 있었던 일본 점령기 동안에는 일본 해군 기지로 쓰였다. 이 일본 점령기에 큰 규모의 지하 터널이 잔디밭 지하로 뚫렸지만 제2차 세계 대전이 끝나고 나서는 도로 막았고 잔디밭은 시민의 안전을 위해 다시 잔디를 심어놓았다.
1970년대 들어 수경총부 구역은 전체 부지에서 많은 부분을 잃었는데, 가우룽 공원 드라이브 건설을 위한 길을 터는 과정에서 경사지를 평평하게 가꿨기 때문이었다.
수경총부를 가리켜 'T랜즈 경찰서' (T-Lands Police Station)라고 부르기도 했는데, Lands at Tsim Sha Tsui, 즉 '짐사저이' 동네에 있는 수경 본부라는 의미를 가진 것으로 보인다. 이 이름은 홍콩을 배경으로 한 두 소설에서도 언급되는데 하나는 에른스트 K. 간의 <행운의 병사>, 다른 하나는 닉 카터의 <용의 화염> (1966)이다.

## 건물

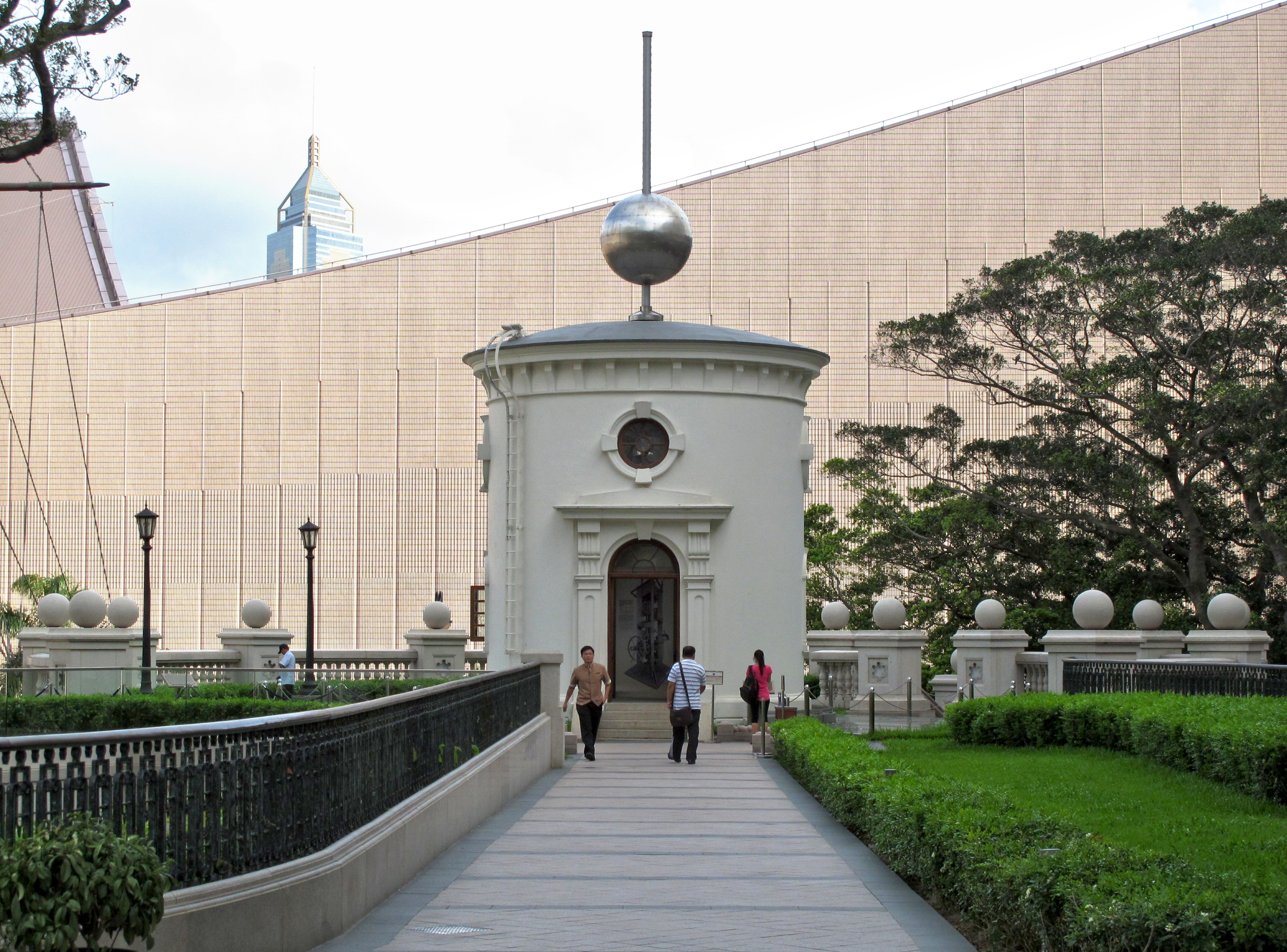
2010년 보존된 모습의 신호탑. 그 뒤로 홍콩문화센터가 보인다

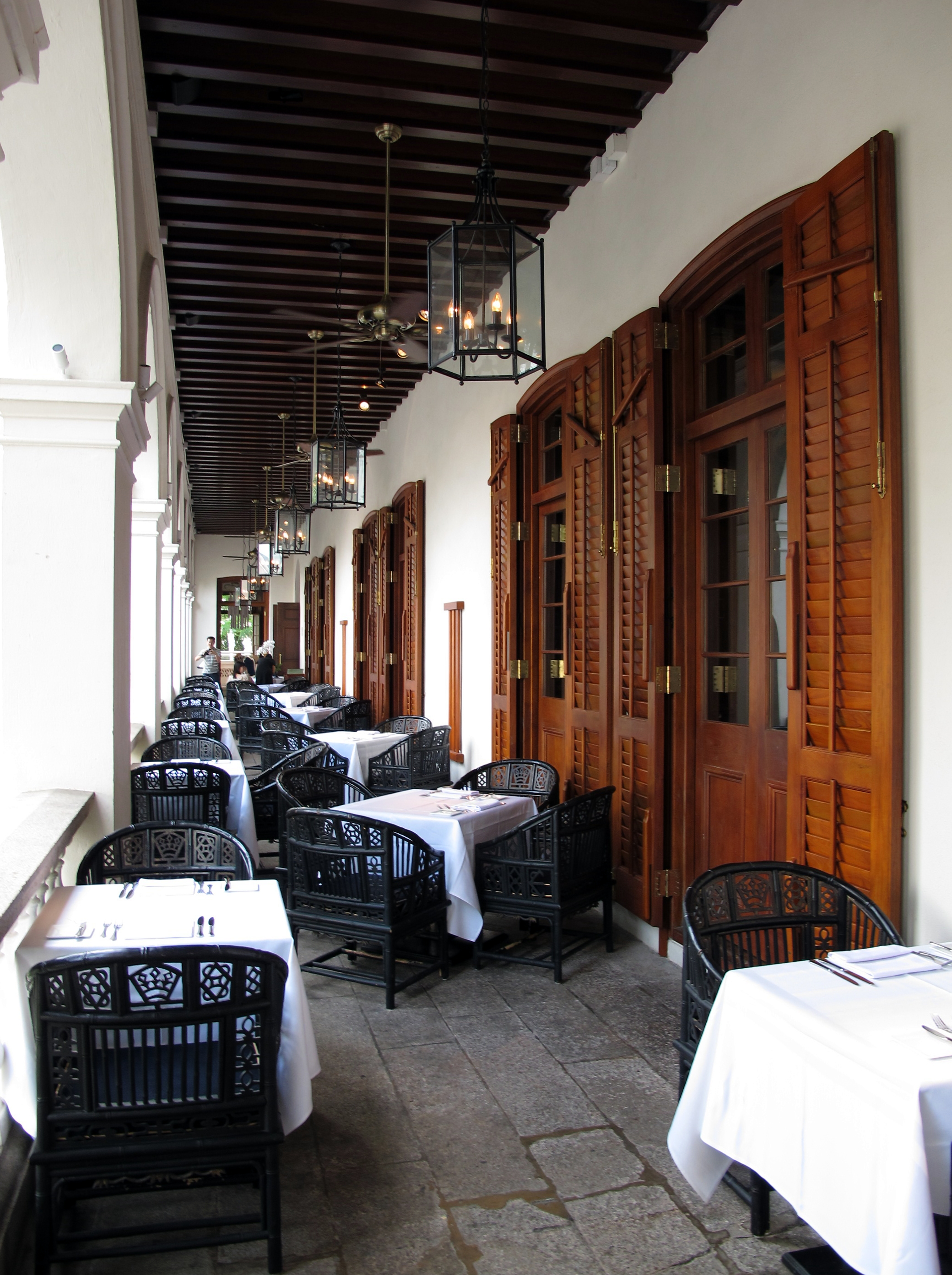
헐레트 저택의 복도

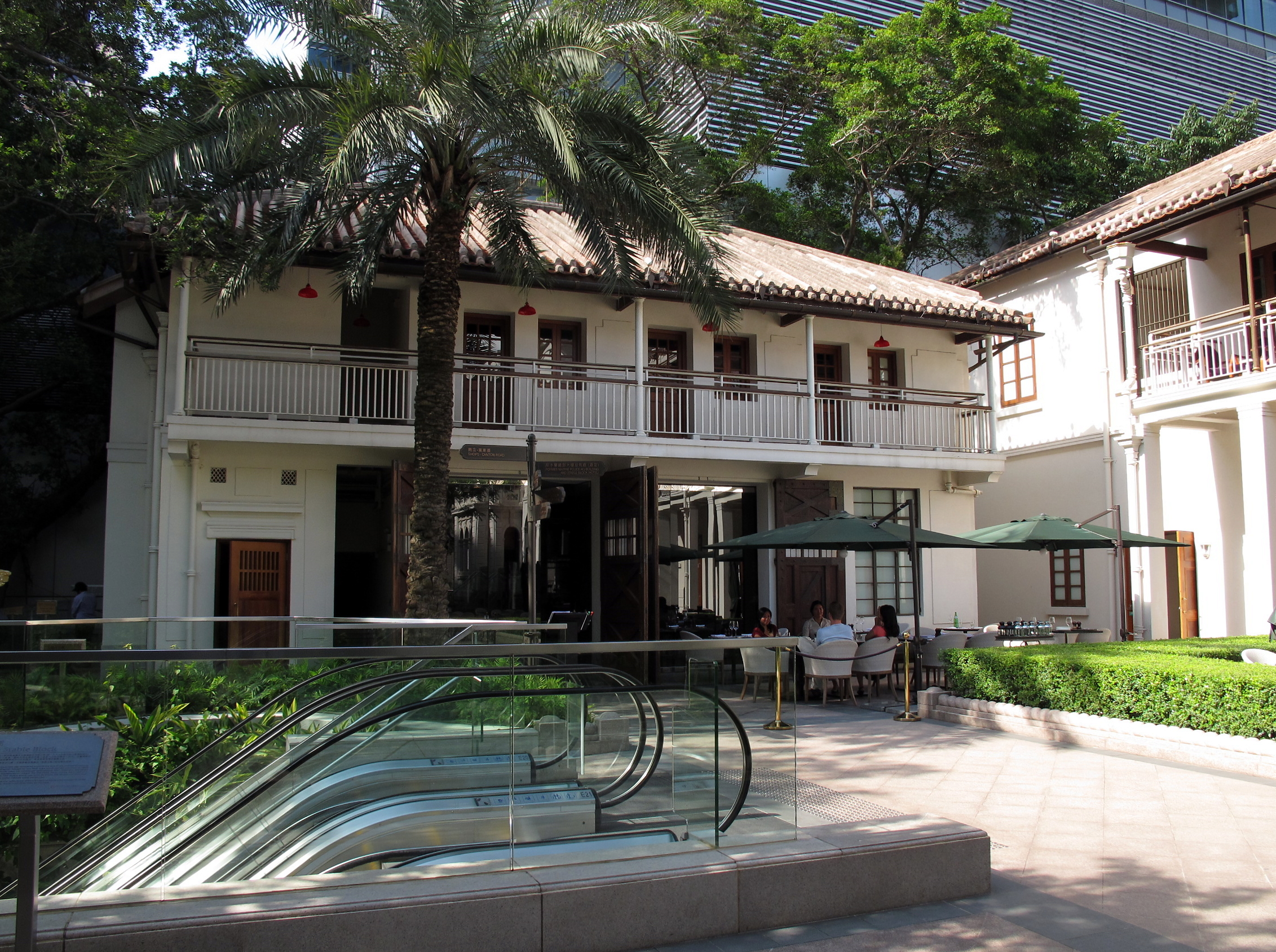
헐레트 저택 내에 있는 스테이블스 그릴

### 본관
본관은 원래 2층짜리 규모였다. 1920년대 들어 한 층을 추가로 쌓아올려 지금의 모습이 되었다. 본관 남동부와 남서부 구역은 기혼자숙소로 쓰였다.

### 신호탑
경내에는 신호탑이 있는데 라운드 하우스라고도 부르며, 빅토리아 항구에 있는 배에 시간을 알려주는 신호를 보내기 위해 건설된 것이다. 1907년 보시구 (報時球) 장치가 가우룽의 신호산으로 옮겨지면서 쓰이지 않게 됐다.

## 재개발
2003년 5월 23일 개발당국은 청쿵그룹의 부속동사인 플라닝 스노 유한공사에게 50년 토지 사용권을 승인했다고 발표했다. 여섯 번의 입찰 끝에 3억 5200만 달러의 입찰가로 확정됐다. 이번 승인으로 개발사는 오래된 사적지를 보존하고 역사 관광 시설로 재개발할 수 있도록 했다. 플라잉 스노 사는 수경총부 건물을 식당가나 바, 상가를 갖춘 유적 호텔로 탈바꿈시키는 공사를 진행했고, 2009년 '1881 헤리티지' (1881 Heritage)라는 이름으로 개관했다.

## 사진

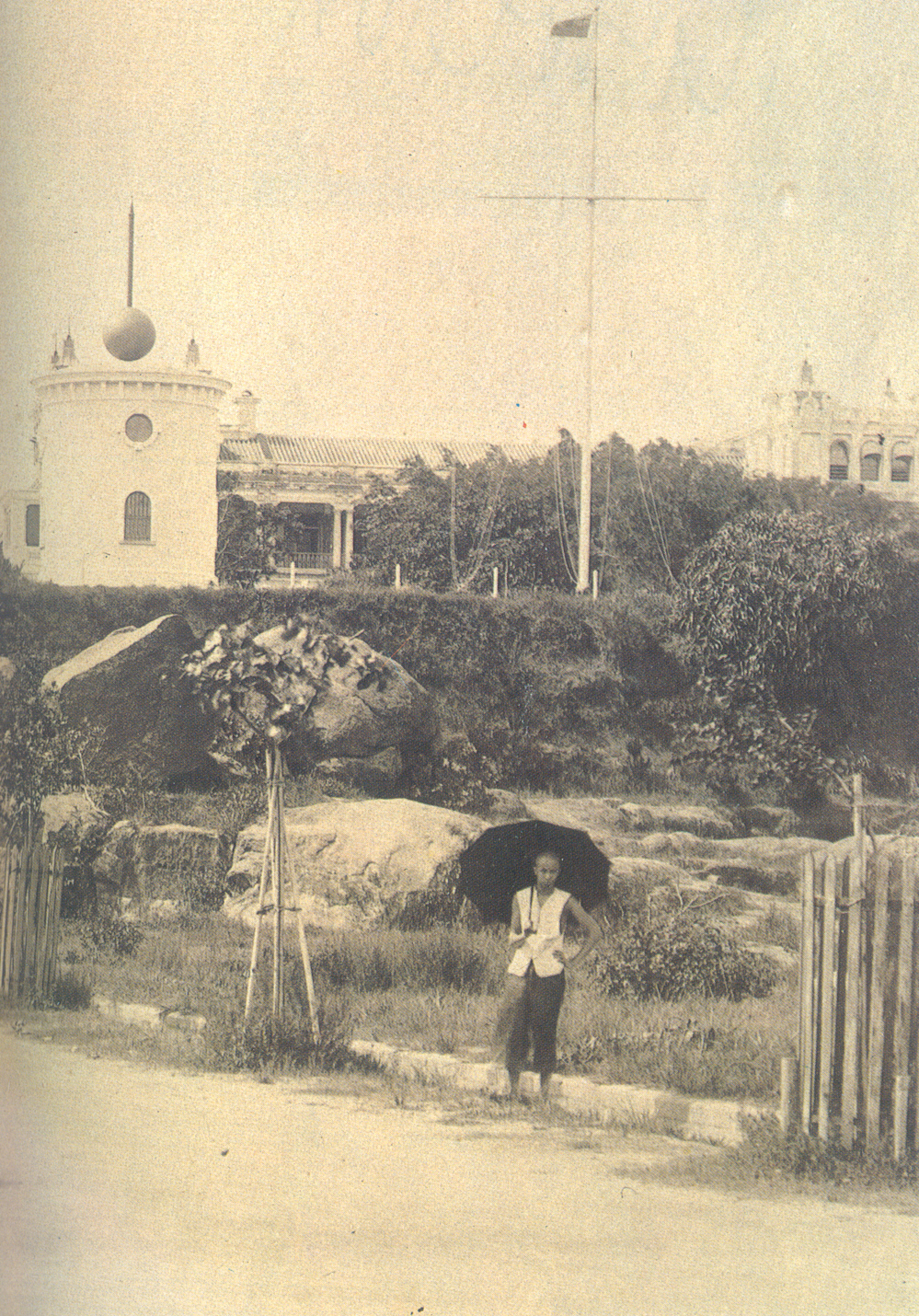
1908년 보시구가 있던 시절의 신호탑
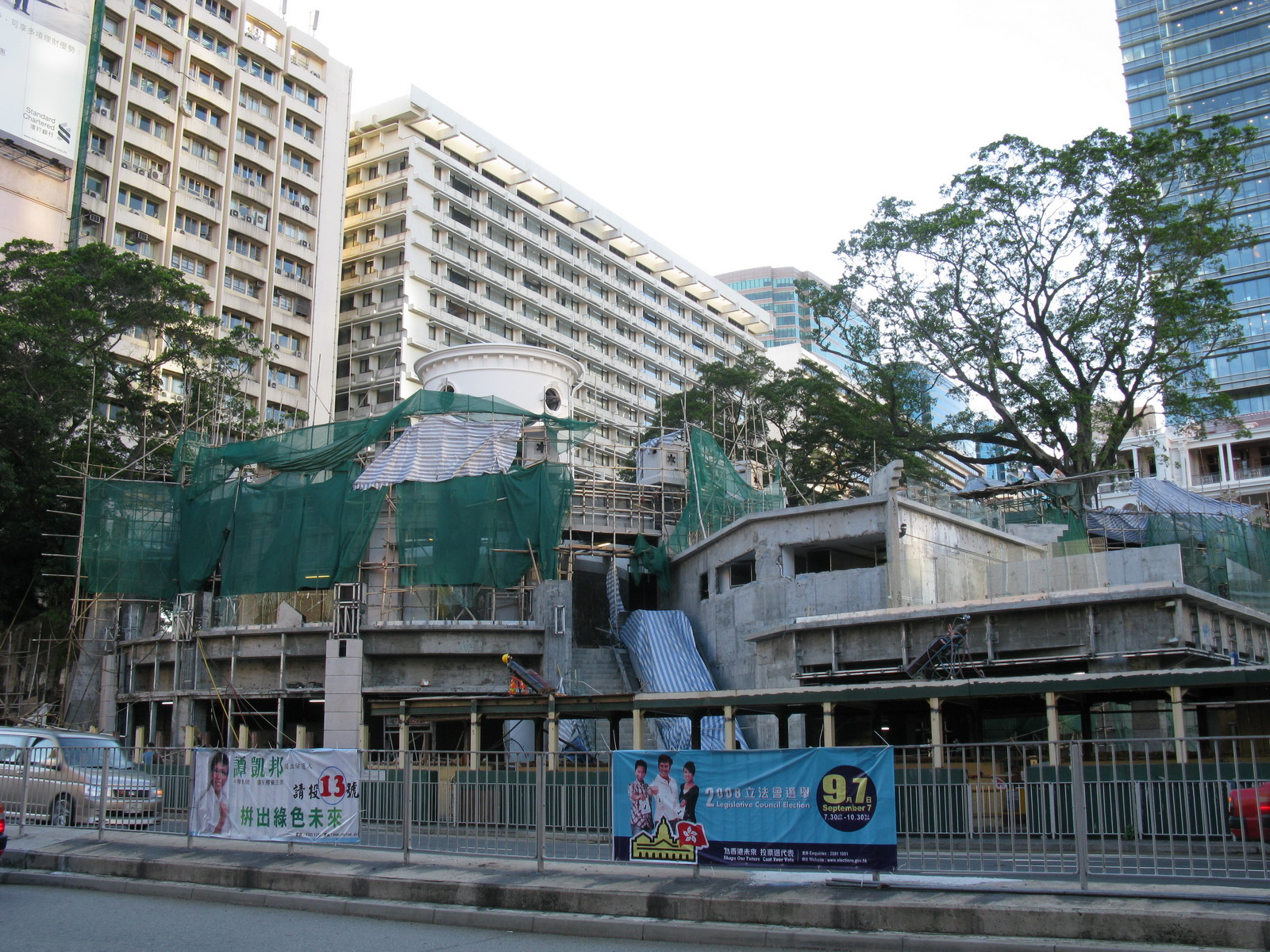
2008년 보수공사 중인 전 수경총부 구역.
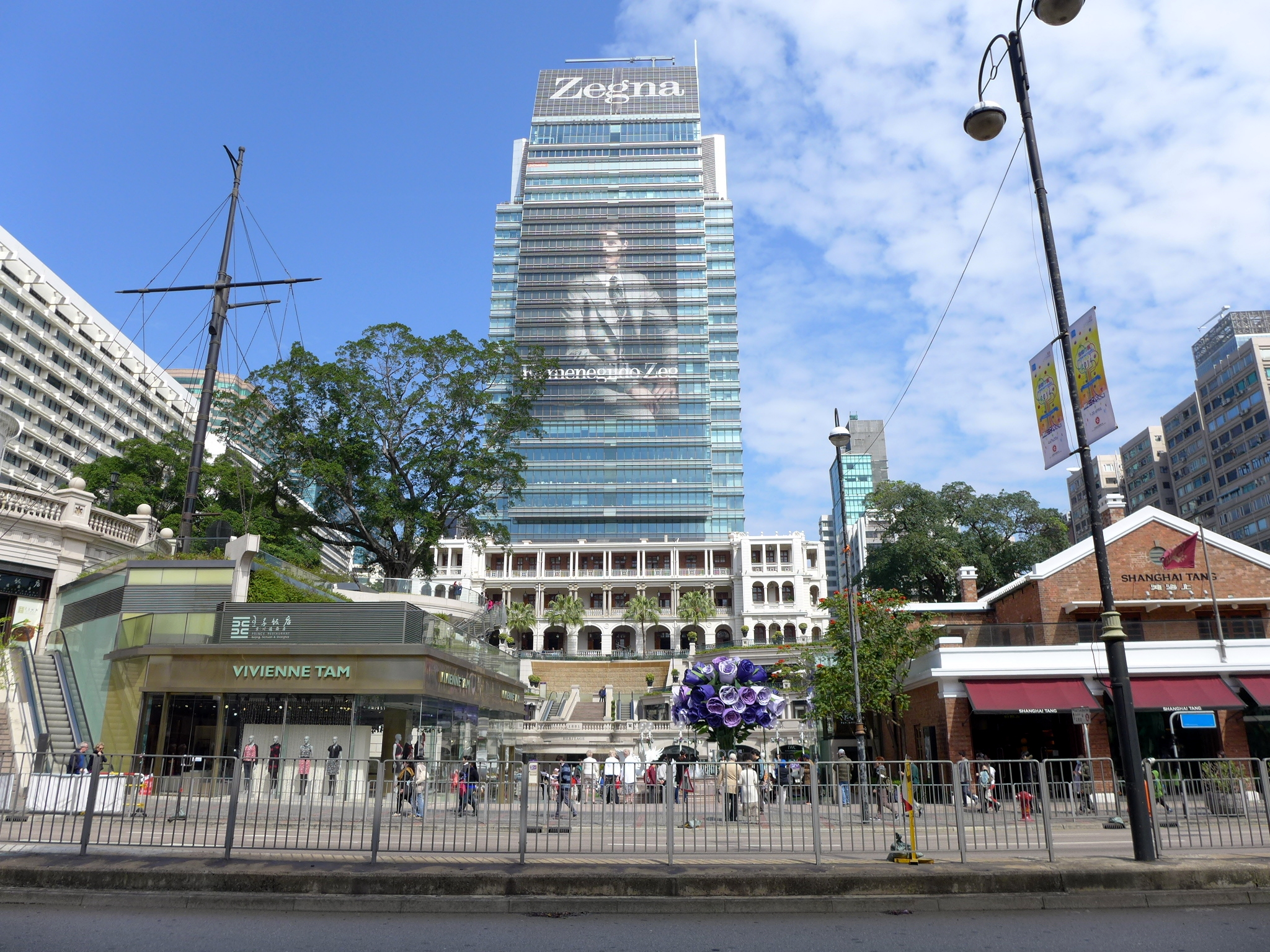
전 수경총부 구역과 그 뒤로 보이는 북경도 1번지 빌딩
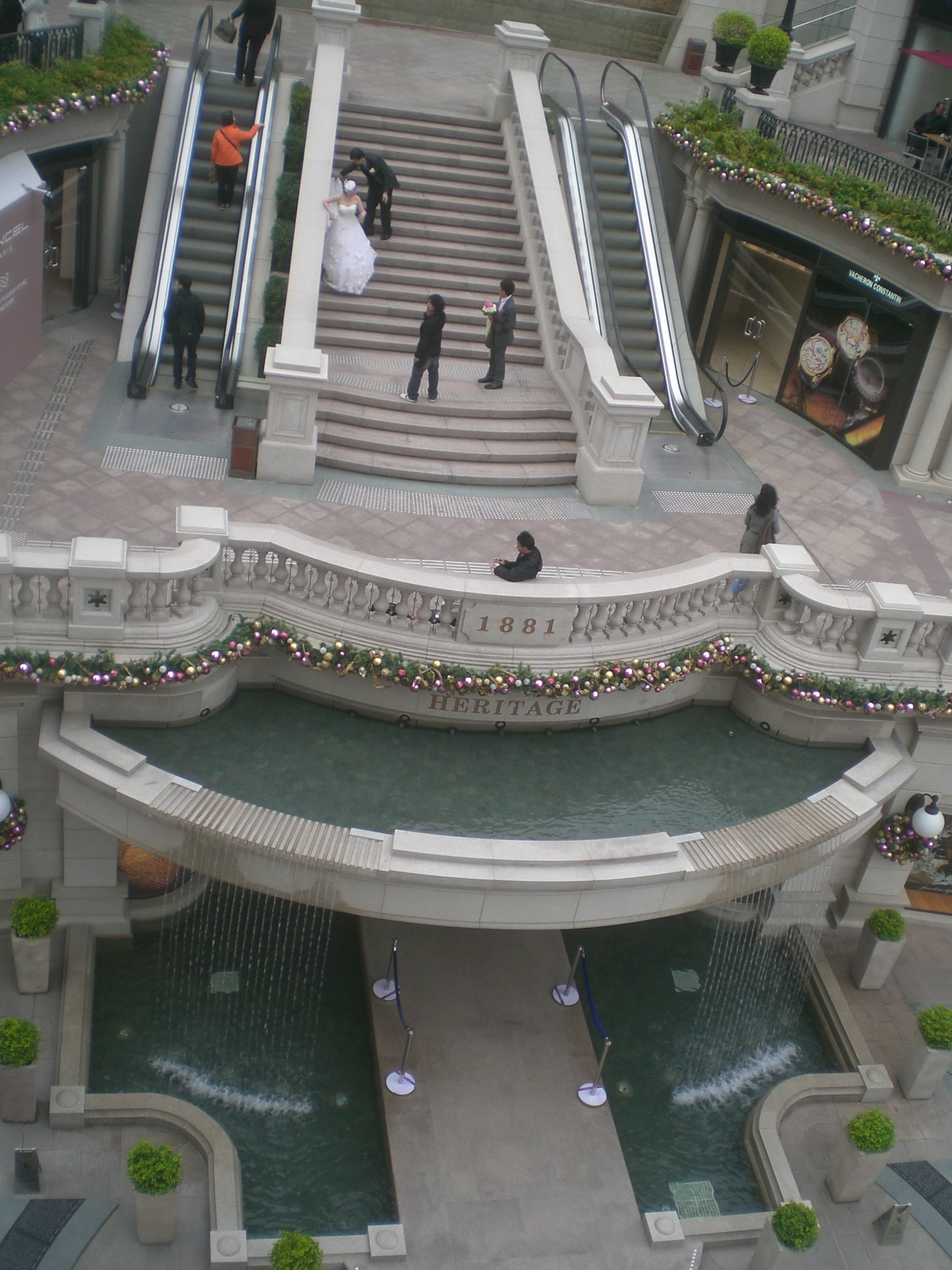
본관 앞에 있는 분수와 계단
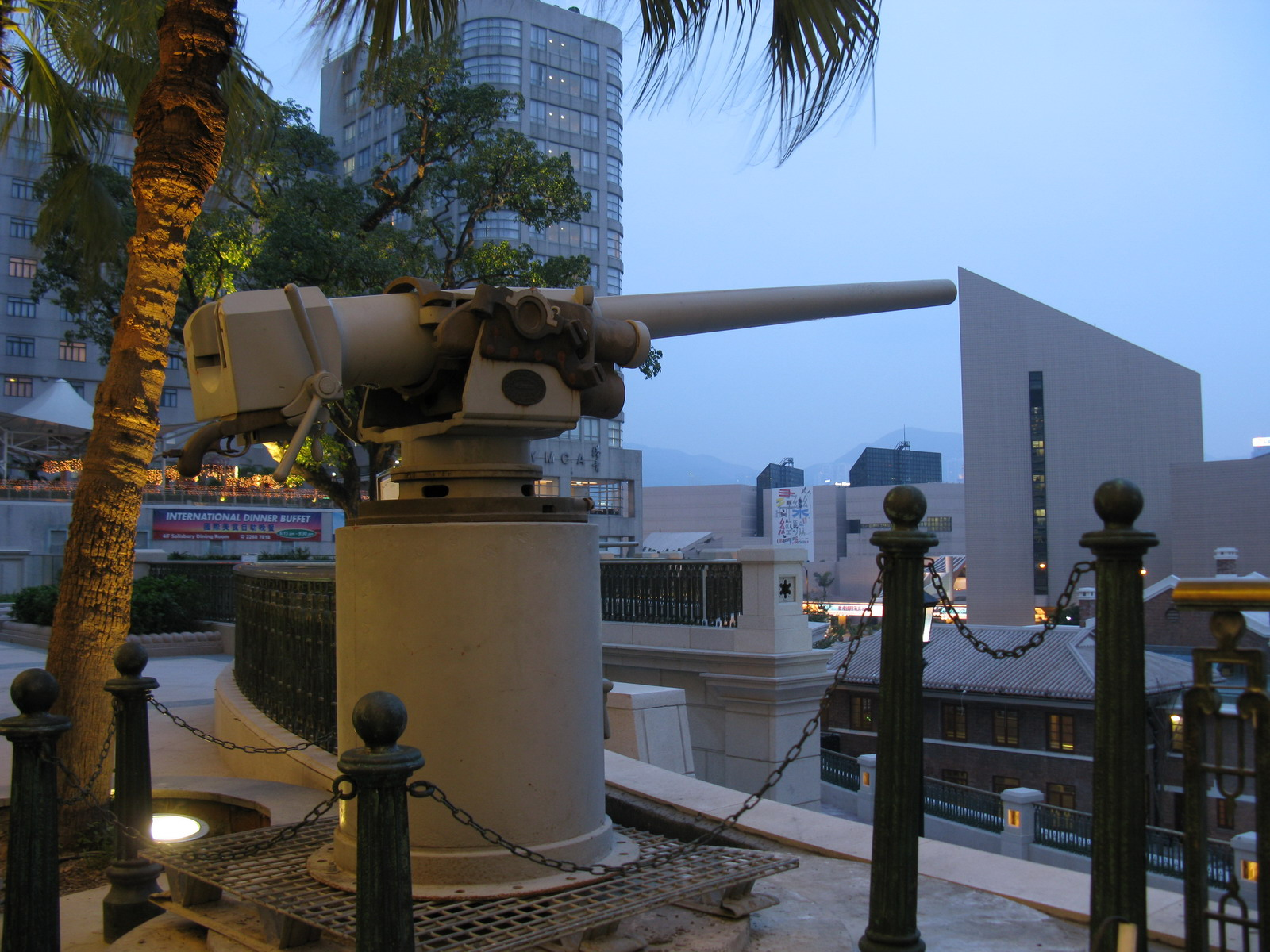
전 수경총부 관내에 있던 방공포
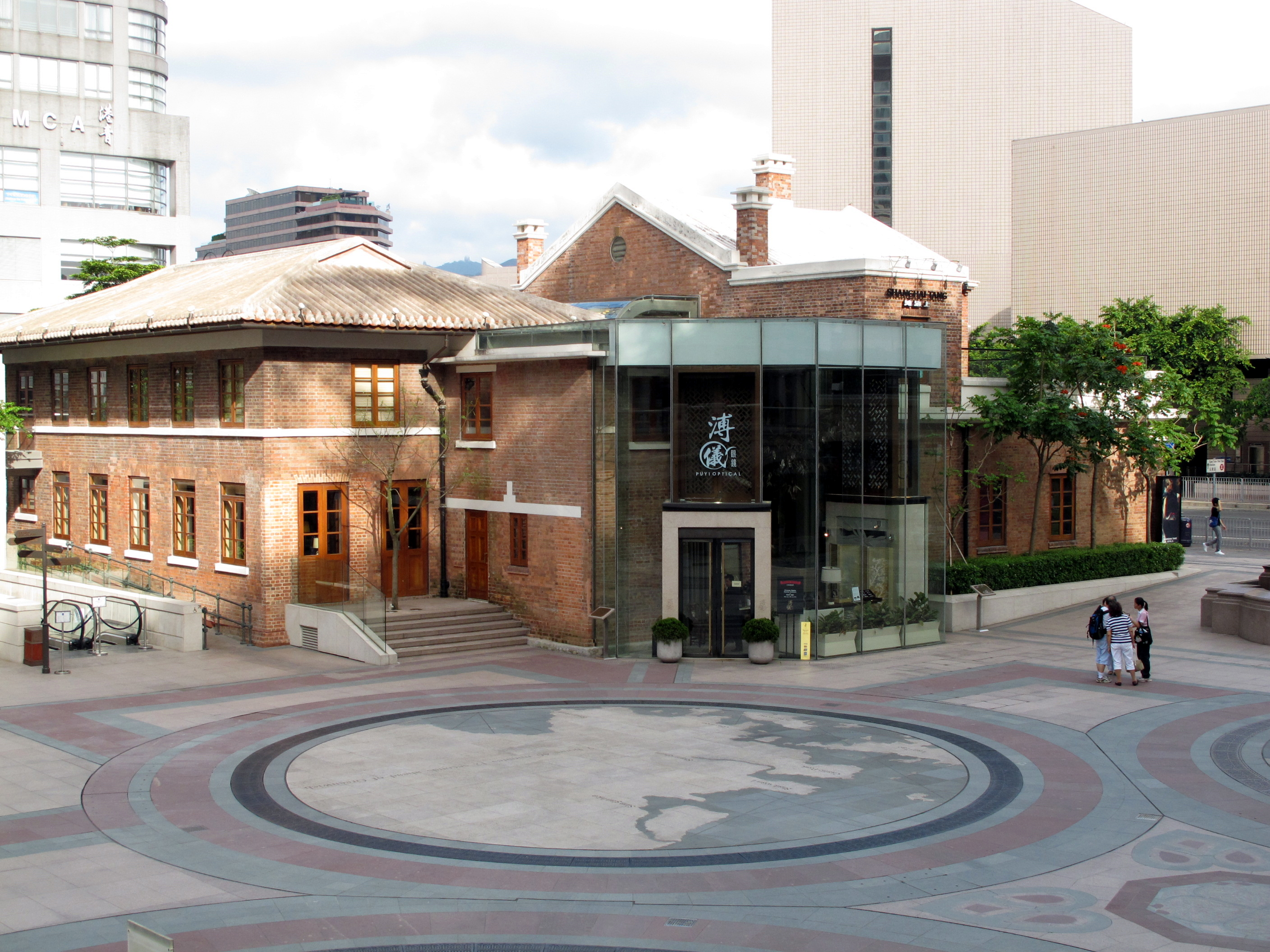
재개관한 전 가우룽 소방국 건물
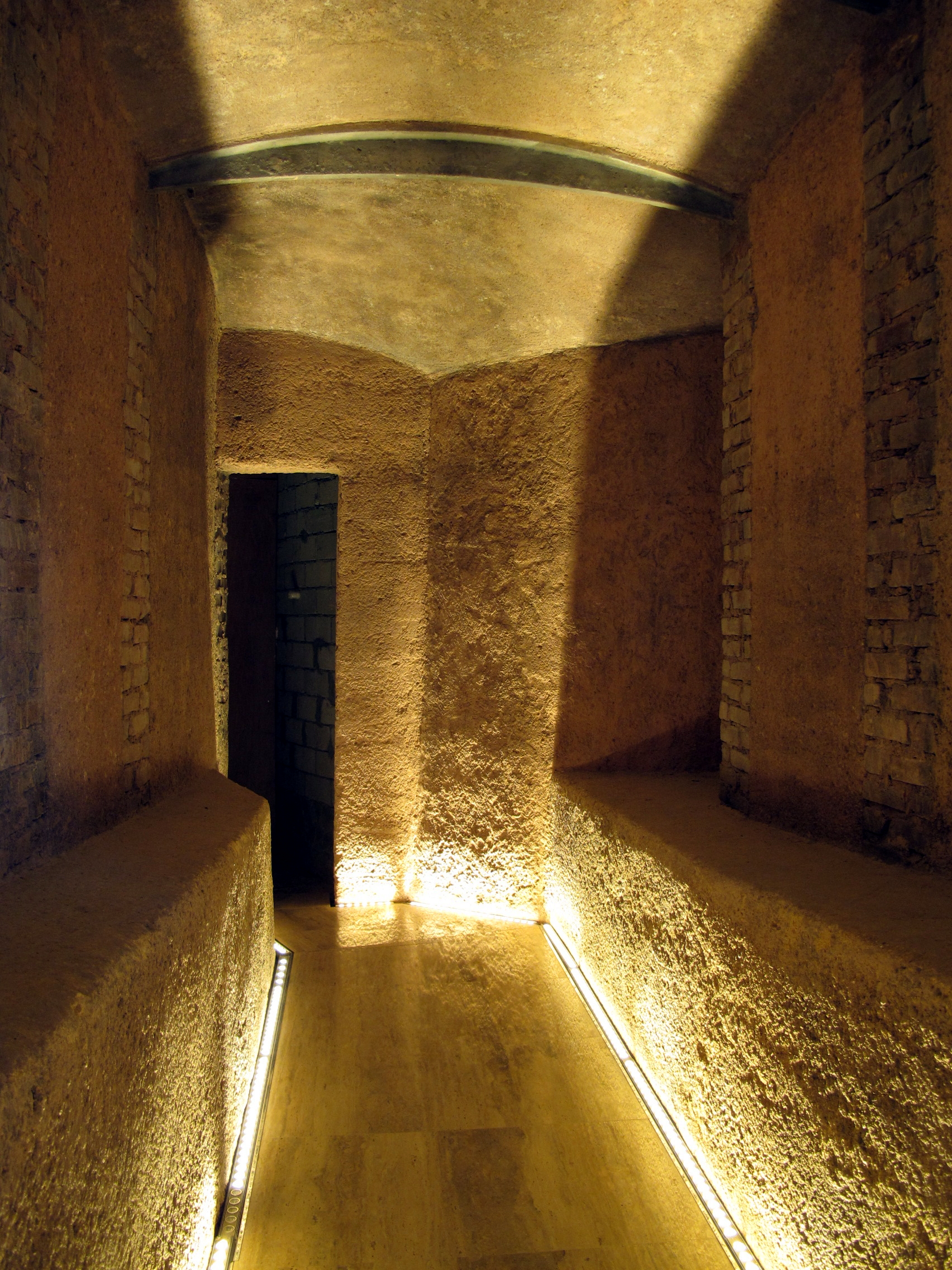
피난 터널
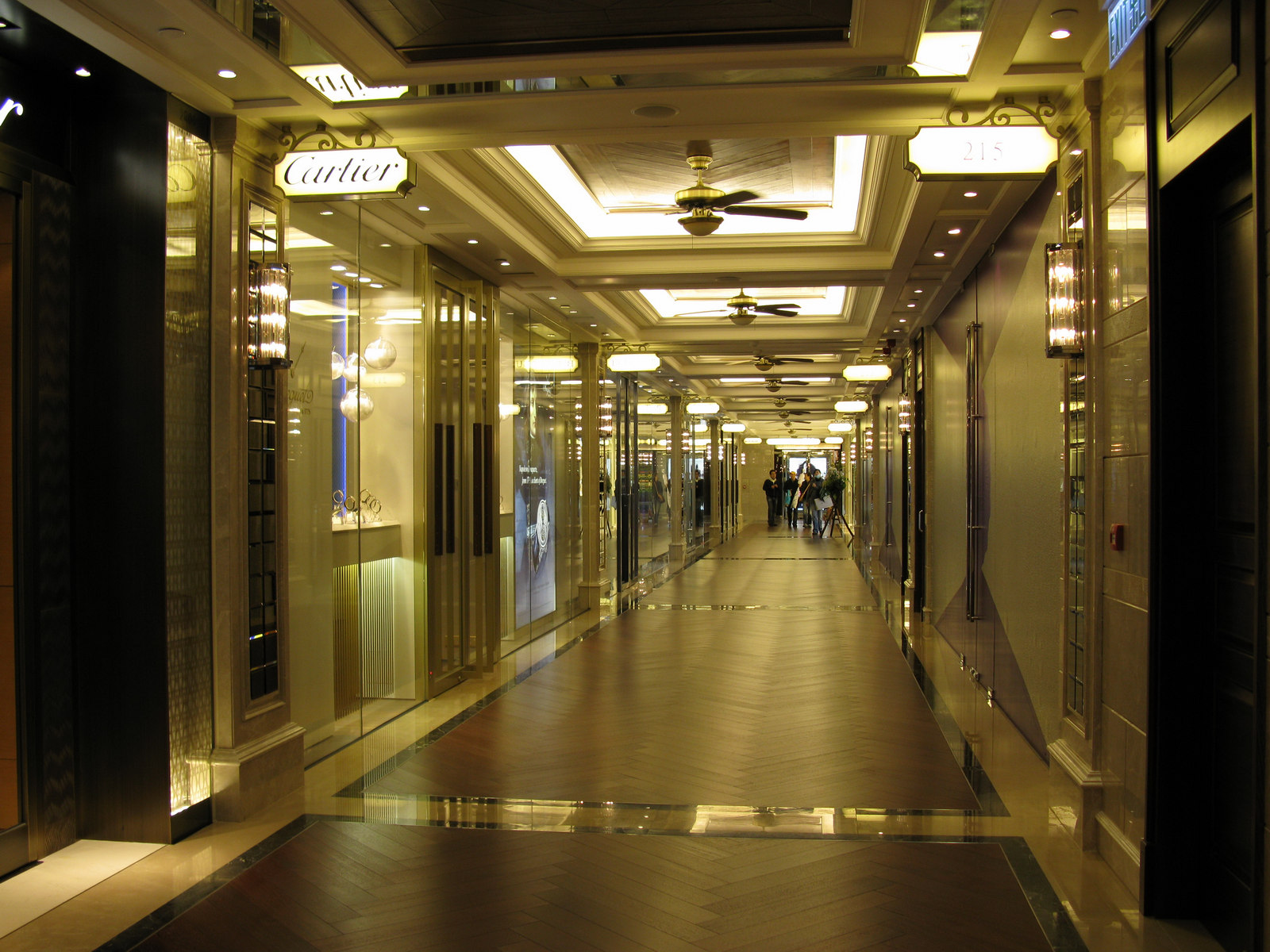
쇼핑가
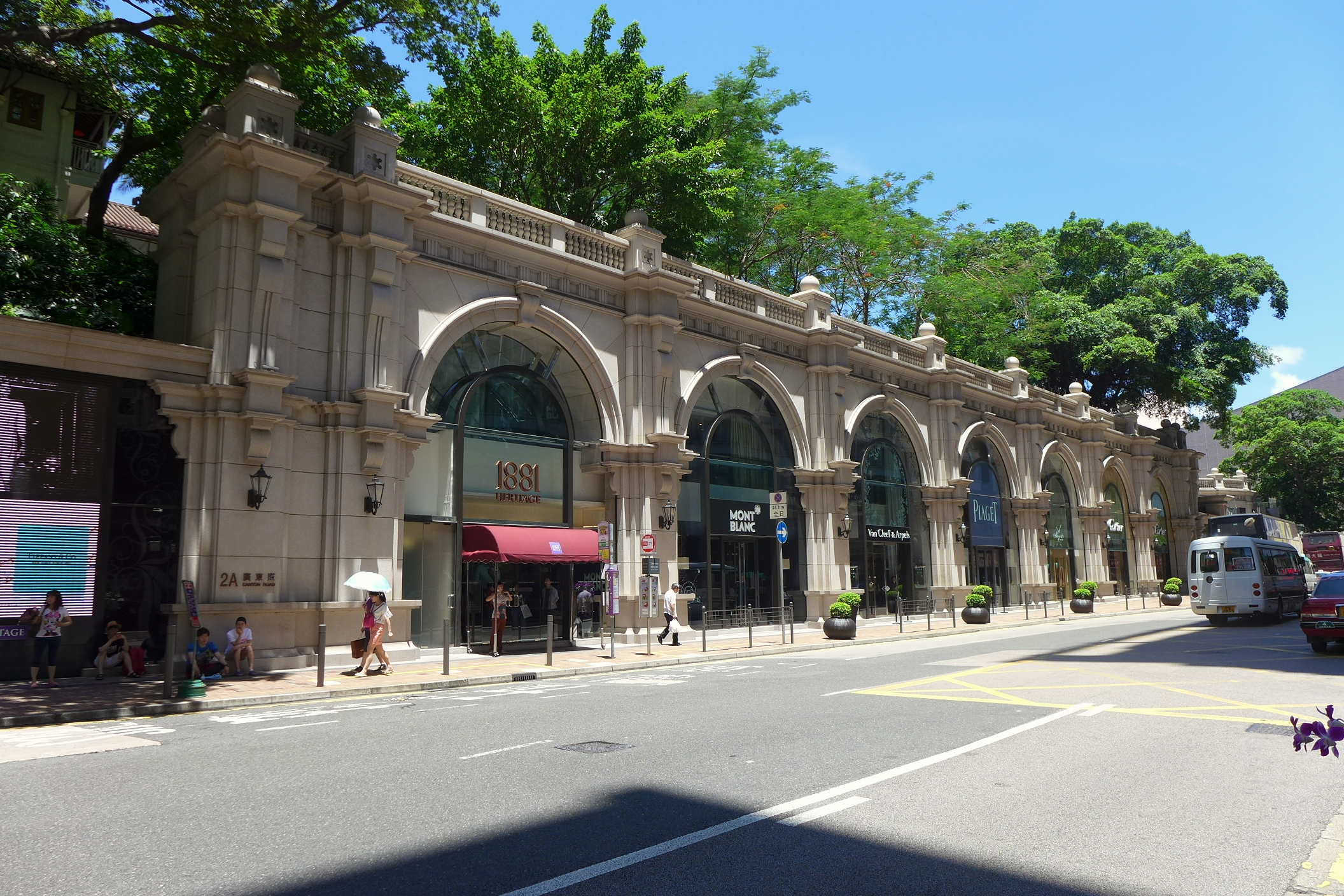
광둥 로에서 바라본 쇼핑가

## 같이 보기
- 홍콩의 옛 경찰서 건물